# President del Pakistan
El President del Pakistan (urdú: صدرِ پاکستان, romanitzat: s̤adr-i Pākiṣṭān), oficialment president de la República Islàmica del Pakistan, és el cap d'Estat cerimonial de Pakistan i el comandant en cap de les Forces Armades de Pakistan.
El càrrec de president es va crear amb la proclamació de la República Islàmica el 23 de març de 1956. El llavors governador general en actiu, el general de divisió Iskander Mirza, va assumir el càrrec com a primer president. Després del cop d'estat del 1958, es va abolir el càrrec de primer ministre, deixant la Presidència com el càrrec més poderós del país. Aquesta posició es va reforçar encara més quan es va aprovar la Constitució del 1962. Aquesta va convertir el Pakistan en una república presidencialista, atorgant tots els poders executius al president. El 1973, la nova Constitució va establir la democràcia parlamentària i va reduir el paper del President a un paper cerimonial. Tot i això, la presa del poder pels militars el 1977 va revertir els canvis. La 8a Esmena va convertir el Pakistan en una república semipresidencialista i, en el període comprès entre 1985 i 2010, el poder executiu va ser compartit pel president i el primer ministre. La 18a Esmena de 2010 va restablir la democràcia parlamentària al país i va reduir la presidència a un càrrec cerimonial.
La Constitució prohibeix al president dirigir directament el Govern. En el seu lloc, el poder executiu és exercit en nom seu pel Primer Ministre, que el manté informat de tots els assumptes de política interior i exterior, així com de totes les propostes legislatives. Això no obstant, la Constitució atorga al President els poders de concedir indults i el control sobre l'exèrcit; no obstant això, tots els nomenaments en els comandaments superiors de l'exèrcit han de ser realitzats pel president en funció del “requerit i necessari”, prèvia consulta i aprovació del Primer Ministre.

## Llista de presidents del Pakistan (des de1956)
| No. (Rep.) | Nom                           | Fotografia          | Anys vida | Inici                  | Fi                     | Partit                   |
| ---------- | ----------------------------- | ------------------- | --------- | ---------------------- | ---------------------- | ------------------------ |
| 1          | Iskander Mirza                | Iskander Mirza      | 1889—1969 | 23 de març de 1956     | 27 d'octubre de 1958   | PR                       |
| 2          | Muhammad Ayub Khan            | Muhammad Ayub Khan  | 1907—1974 | 27 d'octubre de 1958   | 25 de març de 1969     | Militar                  |
| 3          | Yahya Khan                    | Yahya Khan          | 1917—1980 | 25 de març de 1969     | 20 de desembre de 1971 | Militar                  |
| 4          | Zulfikar Ali Bhutto           | Zulfikar Ali Bhutto | 1928—1979 | 20 de desembre de 1971 | 13 d'agost de 1973     | PPP                      |
| 5          | Fazal Ilahi Chaudhry          |                     | 1904—1982 | 13 d'agost de 1973     | 16 de setembre de 1978 | PPP                      |
| 6          | Muhammad Zia-ul-Haq           |                     | 1924—1988 | 16 de setembre de 1978 | 17 d'agost de 1988     | Militar                  |
| 7          | Ghulam Ishaq Khan             |                     | 1915—2006 | 17 d'agost de 1988     | 18 de juliol de 1993   | Cap                      |
|            | Wasim Sajjad (Primer mandat)  |                     | 1941      | 18 de juliol de 1993   | 14 de novembre de 1993 | PML-N                    |
| 8          | Farooq Leghari                |                     | 1940—2010 | 14 de novembre de 1993 | 2 de desembre de 1997  | PPP                      |
|            | Wasim Sajjad (Segon mandat)   |                     | 1941      | 2 de desembre de 1997  | 1 de gener de 1998     | PML-N                    |
| 9          | Muhammad Rafiq Tarar          |                     | 1929—2022 | 1 de gener de 1998     | 20 de juny de 2001     | PML-N                    |
| 10         | Pervez Musharraf              | Pervez Musharraf    | 1943—2023 | 20 de juny de 2001     | 18 d'agost de 2008     | Militar/PML-Q            |
|            | Muhammad Mian Soomro (Interí) |                     | 1950      | 18 d'agost de 2008     | 9 de setembre de 2008  | PML-Q                    |
| 11         | Asif Ali Zardari              | Asif Ali Zardari    | 1955      | 9 de setembre de 2008  | 9 de setembre de 2013  | PPP                      |
| 12         | Mamnoon Hussain               |                     | 1940—2021 | 9 de setembre de 2013  | 9 de setembre de 2018  | PML-N                    |
| 13         | Pervez Musharraf              |                     | 1949      | 9 de setembre de 2018  |                        | Moviment Per La Justícia |